# 스카팽의 간계

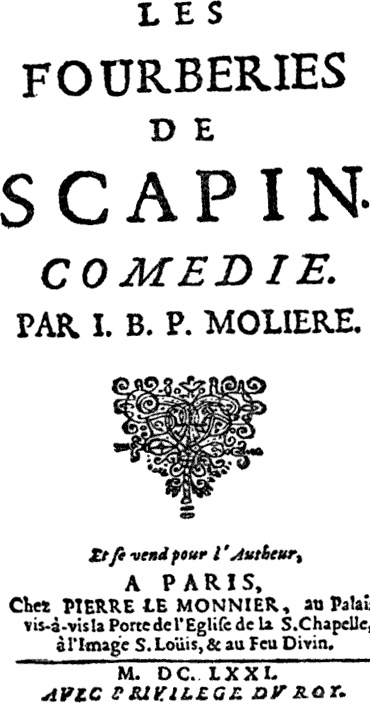

스카팽의 간계(프랑스어: Les Fourberies de Scapin)는 프랑스의 극작가 몰리에르의 3부작 극작술이다. 코메디아 델라르테의 희극 전통을 재구성한 작품이다. 사랑에 빠진 두 남녀가 꾀바른 하인 스카팽의 계략 덕분에 아버지의 반대를 물리치고 결혼에 성공하는 내용을 담고 있다.

## 내용
1671년 5월 24일, 3막으로 구성된 산문 희극 〈스카팽의 간계(Les Fourberies de Scapin)〉가 처음 팔레 루아얄 무대에 올랐다. 코메디 발레 형식의 전작 〈프시케〉를 발표한 지 불과 4개월 만의 일로, 몰리에르는 공연과 집필을 병행하고 있어 늘 시간에 쫓기곤 했다. 더군다나 초연 당시 팔레 루아얄 극장은 한창 개보수가 진행되고 있었는데, 이로 인해 작가는 제한된 무대 공간에서 손쉽게 극 행동을 펼칠 수 있는 단순한 작품을 구상해야 했다. 어렵사리 성사된 공연이었지만 성과는 그다지 내세울 만한 것이 못됐다. 초연치고는 흥행 수익이 매우 저조했고 작품성에 대해서도 엇갈린 반응이 나왔다. 그래서인지 공연은 다음 시즌으로 이어지지 못했다. 몰리에르는 타이틀 롤인 스카팽 역을 직접 연기했으며, 1673년 세상을 떠날 때까지 모두 18회의 공연을 수행했다. 공교롭게도 작품은 그가 죽고 나서야 대중적 성공을 거두게 되는데, 그럼에도 불구하고 공연은 간헐적으로 이루어졌다. 구체적으로 〈스카팽의 간계〉는 1673년부터 루이 14세가 사망한 1715년까지 40여 년 동안 197회 공연되었으니 1년에 평균 다섯 번 정도 관객과 만났을 뿐이다. 하지만 이후 이 작품은 몰리에르 희극, 아니 프랑스 연극계에서 가장 자주 무대화되는 레퍼토리 가운데 하나로 남았다. 희곡 출간은 초연이 있고 나서 약 3개월 뒤인 1671년 8월 18일 국왕의 후의에 힘입어 지체 없이 진행됐으며, 인쇄된 텍스트의 공식 제목은 ‘J.-B. P. 몰리에르의 희극 스카팽의 간계’였다.
스카팽은 완벽한 연극인의 표상이다. 스스로를 책략과 음모에 능한 일꾼으로 소개한 그는 갤리선 이야기를 고안해 내는 등 작가의 면모를 과시하는가 하면 젊음을 사색하는 현자의 역할을 자처하기도 하고 연출가로 행세하기도 한다. 무엇보다 스카팽이라는 캐릭터는 희극 연기 계보에 두 흐름을 만들어 냈다. 정갈한 안무에 맞춰 무용수가 도약하듯 코믹 판타지에 입각해 자신의 존재감을 확연하게 드러내는 배우가 있는가 하면, 또 한편에는 장루이 바로처럼 추론하고 사색하는 사람, 기교와 기지, 몽환적 특성으로 가득 찬 배우가 존재한다. 스카팽과 더불어 역시 코메디아 델라르테에서 차용한 캐릭터인 제르비네트도 주목할 만하다. 초연 무대에서는 마드무아젤 보발(Mademoiselle Beauval)이라 불린 잔 올리비에 부르기뇽이 이 배역을 맡아 연기했다. 대단한 희극적 능력을 가진 그녀는 특히 전염성 있는 웃음으로 유명했는데 자신의 장점을 살려 〈부르주아 귀족〉의 니콜, 〈학식을 뽐내는 여인들〉의 마르틴, 〈상상으로 앓는 환자〉에서 투아네트 등과 같은 쾌활하고 직선적인 성격을 지닌 하녀 역할을 탁월하게 연기해 낸 바 있다.

## 서지 정보
- 안세하 역, 2024년, 디다스칼리 ISBN 979-11-979167-48